# Anna Giordano
Anna Giordano (sinh năm 1965) là một nhà bảo vệ môi trường người Sicilia (Ý). Bà là người lãnh đạo quỹ World Wide Fund for Nature của đảo Sicilia. Năm 1998 bà đã được thưởng Giải Môi trường Goldman. Bà nổi tiếng về công việc bảo vệ các chim hoang dại và chống lại các sự thiệt hại do cây cầu bắc qua Eo biển Messina có thể sẽ gây ra cho môi trường.

## Sự nghiệp
Khi mới 6 tuổi, bà đã gia nhập "Liên đoàn Bảo vệ Chim của Ý" (Italian League for Bird Protection). Năm 1981, sau khi nhìn thấy 17 con chim bị các kẻ săn trộm từ các bunker xi măng bắn rớt, bà đã tự hứa sẽ đấu tranh chống lại các kẻ săn bắn trộm. Việc thách thức những người đàn ông trong xã hội nam giới thống trị ở Sicilia - nơi có một truyền thống lâu đời về việc săn bắn các chim săn mồi (chim ăn thịt) di trú - đã tạo ra sự thù địch công khai đối với Giordano.
Khi bà bắt đầu yêu cầu cảnh sát, các nhân viên lâm nghiệp cùng chính quyền địa phương hãy ngăn chặn việc giết chim bất hợp pháp này, bà đã không được họ coi là nghiêm túc. Nhưng bà vẫn bền chí và năm 1984, bà bắt đầu tổ chức các trại thanh niên từ khắp thế giới tới họp mặt vào mỗi mùa xuân để quan sát các chim di trú và báo cho cảnh sát khi họ nhìn thấy các kẻ săn chim trộm hoạt động.
Các kẻ săn trộm đã trả đũa bằng những lời đe dọa. Năm 1986 bà đã kịp thoát khỏi một vụ ném bom lửa vào xe của bà trong đường tơ kẽ tóc, và sau đó các kẻ săn chim trộm đã đột nhập vào nhà bà và gửi một con chim ưng chết cho bà với lời đe dọa. Sau vụ này và một vụ va chạm khác nơi bà cùng một nhóm thanh niên giám sát đoàn chim di trú bị bắn trộm, thì các sĩ quan cảnh sát địa phương mới bắt đầu giúp Giordano trong nỗ lực ngăn chặn nạn săn bắt chim tràn lan.
Bà khai rằng năm 1984, trong đợt cắm trại thứ nhất, họ đã đếm được khoảng 3.100 chim săn mồi (chim ăn thịt) và cò, cùng khoảng 1.100 phát súng bắn (chim) — và năm 2000, đếm được gần 35.000 chim ăn thịt và cò, cùng 5 phát sung bắn.